# Herrsching (Schiff, 1956)
Die Herrsching war ein Passagierschiff auf dem Ammersee.

## Geschichte
Die Herrsching sollte die Andechs, einen von vier alten Raddampfern auf dem Ammersee, ersetzen, da man in den 1950er Jahren auf Schiffe mit Dieselmotoren umsteigen wollte. Sie wurde im Auftrag der Landesregierung auf der Deggendorfer Werft gebaut und am 9. Mai 1956 vom Stapel gelassen und getauft. Die Weihe nahm Hugo Lang, Abt des Klosters Andechs, vor. Bei der anschließenden Jungfernfahrt, an der unter anderem der bayrische Wirtschaftsminister Otto Bezold und der Finanzminister Friedrich Zietsch teilnahmen, geriet das Schiff allerdings bedenklich ins Schwanken. Es stellte sich heraus, dass die Herrsching zu diesem Zeitpunkt noch gar nicht von der dafür zuständigen Deutschen Bundesbahn abgenommen und zum Verkehr zugelassen worden war.
Die Vorgeschichte wurde in einem Artikel im Spiegel vom 1. August 1956 aufbereitet: Der Direktor der Werft hatte zusammen mit einem Ministerialdirektor und einem Architekten, „von dem man“, so stand im Artikel zu lesen, „allerdings noch nie gehört hatte, daß er sich auch dem Schiffbau verbunden“ fühlte, eine Studienreise an den Comer See unternommen, um sich über modernen italienischen Schiffbau zu informieren. Im Dezember 1955 wurde dann der Rumpf des künftigen Passagierschiffes mit einem Speziallastzug vom niederbayrischen Deggendorf an den Ammersee transportiert und im Hafen in Stegen zu Wasser gelassen, wo die Endmontage stattfinden sollte. Nachdem die Dieselmotoren eingebaut und die Decksaufbauten vollendet waren, sank das Schiff aber in der Nacht zum 13. Januar 1956.
Vier Tage später wurde es gehoben, an Land gekrant und untersucht. Dabei stellte sich heraus, dass das Bodenventil falsch konstruiert worden war. Auf weitere Mängel wurde das Schiff nicht untersucht, sondern nach Behebung dieses Fehlers wieder zu Wasser gelassen. Kurz vor Ostern 1956 war das Schiff fertig und sollte nun von den Fachleuten der Deutschen Bundesbahn abgenommen werden. Diese stellten aber fest, dass das Schiff nicht, wie geplant, für 240 Passagiere geeignet war, sondern nur für 160. Auch fuhr es mit 20 km/h deutlich langsamer als erwartet – eine Geschwindigkeit von 24 km/h war vorgesehen gewesen. Darüber hinaus war die Herrsching kopflastig und daher nicht voll seetüchtig. Das Ruderhaus gestattete darüber hinaus dem Kapitän keinen ausreichenden Überblick für Anlegemanöver. Die Abnahme wurde daher abgelehnt und es musste nachgebessert werden.
Dennoch fand die Schiffstaufe statt. Bundesbahn-Oberbaurat Stadlinger verweigerte aber nach wie vor die Abnahme des Schiffes. Wirtschaftsministerium und Bauwerft schoben einander die Schuld an den Mängeln des Schiffes zu; Letztere erklärte, das Ministerium habe ständig Änderungswünsche geäußert und so eine vernünftige Konstruktion des Schiffes verhindert. Das Schiff erhielt nun 30 Zentner Ballast im Heck und zwei zusätzliche Fenster im Ruderhaus und es wurden weitere Probefahrten durchgeführt. Nachdem der Haushaltsausschuss des bayrischen Landtags sich mit dem 260.000 DM teuren Schiff beschäftigt hatte, wurde die Misere, die schon nach der Schiffstaufe publik geworden war, wieder von der Presse aufgegriffen. Bezold wurde sogar von Teilnehmern der Jungfernfahrt beschuldigt, sie durch die Einladung in Gefahr gebracht zu haben. Er erklärte aber, er habe selbst nichts von den Kalkulationsfehlern gewusst und weder das Wirtschaftsministerium noch die Werft könne dafür verantwortlich gemacht werden: So ein Schiff sei eben schwierig zu bauen. Er stellte ein Gutachten eines Schiffbau-Experten in Aussicht, der darüber entscheiden solle, ob die Herrsching noch einmal auf die Bauwerft zurückkehren und verlängert werden oder doch auf dem Ammersee bleiben solle. Prozessieren könne man mit der Werft vorläufig nicht, da sie als Grenzlandbetrieb unterstützungsbedürftig sei. Allerdings werde man auch nicht den vollen Betrag von 260.000 DM bezahlen.
Unerwähnt blieb bei dieser Debatte, dass schon die 1950 auf derselben Werft gebaute Utting kopflastig gewesen und nachträglich mit Zusatzballast versehen worden war. Ein Schreiber mit den Initialen W. L. erklärte im Juni 1956 in der Zeit: „Die ‚Herrsching‘ liegt still. In ihrem Steven nisten die Schwalben, und auf Grund der jetzt schon „staatlich bescheinigten Seeuntüchtigkeit“ wird sich die Ammerseebevölkerung wohl kaum diesem Schiff anvertrauen.“
Das Schiff existierte dann aber doch 50 Jahre lang. 2002 wurde es durch einen Neubau gleichen Namens ersetzt und 2006, mittlerweile unter dem Namen Ammersee, verschrottet. Die Andechs, die es einst ersetzt hatte, ist immerhin in Gestalt des Vereinsheims der Bayerischen Seglervereinigung in Utting erhalten geblieben.